# José Echevarría (cantant)
José Echevarría, o Echeverría (Baraibar, Navarra, 1825 - Rio de Janeiro, Brasil, maig de 1860) fou un cantant espanyol.
Després d'estudiar gramàtica i filosofia, es traslladà a cort, on aprengué solfeig i cant amb el mestre Basilio Basili, continuant els seus estudis amb el mestre Felice Romani, i a Milà els acabà amb Francesco Lamperti.
Cantà amb gran èxit, com baix, a Madrid i en els principals teatres d'Espanya, així com a Viena, a Milà, Venècia i Torí. El març de 1836 entrà com a soci en l'Acadèmia Filharmònica de Torí, morint quan havia assolit gran reputació per la seva potent veu i excel·lent escola de cant, durant la seva estança al Brasil.